# Czyczkowy
Czyczkowy (kaszub. Czëczkòwë, niem. Czyczkowo) – wieś kaszubska w Polsce położona w województwie pomorskim, w powiecie chojnickim, w gminie Brusy przy 236 (w pobliżu wschodniego krańca Zaborskiego Parku Krajobrazowego).
Według danych z 2011 roku miejscowość zamieszkiwało 1489 osób.
| SIMC    | Nazwa                 | Rodzaj                 |
| ------- | --------------------- | ---------------------- |
| 0079728 | Czyczkowy-Wybudowanie | osada (do 2023 r.)     |
| 0079711 | Macieje               | część wsi (do 2023 r.) |
| 1014062 | Szotowa Góra          | kolonia                |

Jako wieś włościańska istniała już w okresie panowania książąt pomorskich. W 1354 roku tucholski Zygfryd von Garlichskein ulokował wieś ponownie na prawie chełmińskim. Przy wjeździe do wsi stoi odnowiona figura Chrystusa Króla. We wsi zachowały się drewniane chaty z XIX wieku..
We wsi od 1951 r. działa Szkoła Podstawowa im. bł. ks. Józefa Jankowskiego.
W latach 1954–1959 wieś należała i była siedzibą władz gromady Czyczkowy, po jej zniesieniu w gromadzie Brusy, od 1962 r. w gromadzie Brusy-Południe, a od 1969 w gromadzie Brusy. W latach 1975–1998 miejscowość administracyjnie należała do województwa bydgoskiego.
Czyczkowy są wsią rodzimą błogosławionego księdza Józefa Jankowskiego.